# 勞森·馬修·托波
勞森·馬修·托波（英語：Rawson Marshall Thurber，1975年2月9日—），美國男導演、編劇、製片人和演員。知名作品如電影《鐵男躲避球》（2004年）、《全家就是米家》（2013年）和《中央情爆員》（2016年）。

## 早期生活
勞森·馬修·托波出生於加利福尼亞州舊金山。他是富翁律師、房地產專家及勵志演講者馬歇爾·托波（Marshall Thurber）的兒子。
1997年，托波畢業於聯合學院（紐約州斯克內克塔迪）。在該所學校的就學期間，他是Delta Upsilon兄弟會的成員，且還待過美式足球隊的外接員兩年。托波也是南加州大學的彼得·史塔克創作計劃之畢業生。

## 作品列表
| 年份 | 標題             | 職位 | 職位 | 職位 | 職位 | 職位                       | 附註 |
| 年份 | 標題             | 導演 | 監製 | 編劇 | 演員 | 角色                       | 附註 |
| ---- | ---------------- | ---- | ---- | ---- | ---- | -------------------------- | ---- |
| 2004 | 《鐵男躲避球》   | 是   | 是   | 否   | 是   | 討厭的拉斯維加斯反同性戀者 |      |
| 2007 | 《九度空間》     | 否   | 否   | 否   | 是   | 遊戲之夜的賓客             |      |
| 2008 | 《神秘匹茲堡》   | 是   | 是   | 是   | 否   |                            |      |
| 2010 | 《破處女王》     | 否   | 否   | 否   | 是   | Quiznos中的人              |      |
| 2013 | 《全家就是米家》 | 是   | 否   | 否   | 是   | 終極邊防軍                 |      |
| 2016 | 《中央情爆員》   | 是   | 是   | 是   | 否   | 英俊的褲子修補員           |      |
| 2018 | 《摩天大樓》     | 是   | 是   | 否   | 否   |                            |      |
| 2021 | 《紅色通緝令》   | 是   | 是   | 是   | 是   | 酒吧裡疲憊的電影導演       |      |
| 2022 | 《救難小福星》   | 否   | 否   | 否   | 是   | 聖戰士供應商               |      |
| TBA  | 《聖戰士》       | 是   | 是   | 是   |      |                            |      |

## 外部連結
- 勞森·馬修·托波在互联网电影资料库（IMDb）上的資料（英文）